# Аль-Мансур (військовик)
Абу Амір Мухаммед бен Абдаллах ібн Абі Амір аль Мансур  (*бл. 938 — 8 серпня 1002) — хаджіб і фактичний володар Кордовського халіфату. Час його володарювання є періодом найбільшого піднесення мусульманської держави на Піренейському півострові. Здійснив 57 походів проти християнських держав.

## Біографія

### Початок кар'єри
Походив зі впливового сарацинського єменського роду племені Маафір. Його родина брала участь у завоюванні Вестготського королівства, отримавши землі від Таріка ібн Зіяда. Піднесення родини відбулося завдяки дідові Абдаллаху, який став каді Севільї, потім одружився з донькою валі Бадахосу.
Народився в Алхесірасі близько 938 року в родині каді та знавця права. Мати майбутнього військовика походила зі знатного арабського роду, донька Ях'ї бен Закарії аль-Тамімі. Дідусь по материнській лінії Ях'я ібн Ісхак був міністром халіфа Абд-ар-Рахмана III.
Замолоду перебрався до Кордови, де вивчав ісламське право і літературу під орудою свого вуйка та Абу Алі аль-Багдаді. Після смерті батька обрав професію правника (на кшталт нотаріуса). Потім став працювати при каді Кордови Мухаммеда ібн аль-Саліма. У 967 році став керуючим маєтностями спадкоємця трону Гішама II. Для зміцнення свого становища одружився з сестрою очільника слов'янської гвардії. У 972 році призначається очільником шурти (на кшталт поліції) Кордови.
Зумів набути підтримки впливового військовика Галіба Абу Таммана. у 973 році перейшовши до війська. У 974 році відзначився під час походу омейдяських військ до Марокко. З цього моменту став стрімко робити державну кар'єру.
У 976 році після смерті халіфа аль-Хакама II аль-Мансур разом з візиром аль-Мушафі та матір'ю спадкоємця трону Субхі зумів забезпечити владу Гішаму II, стративши родича останнього аль-Мугараха. Наступним кроком було послаблення впливу слов'янської гвардії. Разом з найвпливовішими сановниками розділив владу: аль-Мушафі зберіг посаду візира, відповідав за політичні справи, аль-Мансур війська на сході халіфату, Галіб Абу Тамман — на північному заході. Слідом за цим аль-Мансур виступив проти християн, переміг наваррські війська у битвах при Торревіценте, Осме, при Сан-Себастьян-де-Гормасі.

### Хаджіб

Походи і захоплення аль-Мансура

У 977 році разом з Галібом виступив проти Кастильського графства, завдавши поразки Гарсії I, потім було сплюндровано прикордоння Леонського королівства. У 978 році здійснив похід проти Наварри, на зворотному шляху сплюндрував частину Каталонії.
У 978 році вступив у конфлікт з аль-Мушафі щодо тактики відносно християнських держав: аль-Мансур пропонував активну політику, підкорення сусідів, розширення земель халіфату, аль-Мушафі стояв за оборонну тактику. Тому аль-Мансур в союзі з військовиком Галібом та матір'ю халіфа Субхі зумів повалити візира аль-Мушафі. Того ж року отримав посаду хаджіба (на кшталт прем'єра-міністра), а Галіб став візиром. Одним з перших наказів аль-Мансура було спалення великої бібліотеки Аль-Хакама II. Того ж року уклав союз з береберським племенем зената, за допомогою якого захопив важливе місто Сіджильмасу, чим забезпечив контроль над шляхом через Сахару. Проте невдовзі Зіриди, васали й намісники Фатімідів у Магрибі, перейшли у наступ. Намагання аль-Мансура протидіяти ворогу не принесли успіху, але він зберіг Сеуту та Танжер, завдавши поразки намаганням Зіридів захопити місто Альхесірас на Піренеях.
Невдовзі вступив у конфлікт за владу з Галібом, якому у 981 році у битві при Сан-Вісенте завдав рішучої поразки. Того ж року завдав рішучої поразки Наваррі у битві при Руеда, потім війська аль-Мансура дійшли до околиць Жирони і захопили фортеці Мон-Фарік та Вутін (сучасна Удена). Саме тоді прийняв почесне звання аль-Мансур. У 982 році прийняв посольство на чолі із Санчо II, королем Наварри, з донькою якого — Урракою (Абдою) — одружився. У 984 році аль-Мансур сплюндрував усе Барселонське графство.
У 985 році розпочав нову військову кампанію у Магрибі. Спочатку зумів захопити західну частину Марокко, але після конфліктів між своїми васалами — берберськими племенами — вимушений був призупинити наступ. У 991 році зазнав поразки від Зірі ібн Атійї. Тому вимушений був перейти до оборони, надавши більше прав берберам Магрибу. Для зміцнення позицій халіфату у 994 році створив залежний емірат зі столицею у Уджді.
Війська на чолі із аль-Мансуром захопили і сплюндрували у 985 році Барселону, 987 році — міста Леон і Коїмбру, землі до річки Дора, 988 року — Самору, 994 році — Гормас і Корунна, 996—997 роках міста Асторга і Сантьяго-де-Компостела. За наказом аль-Мансура були зняті дзвони з собору в Компостелі, які переплавлені на ліхтарі для великої мечеті Кордови.
У 986 році Буррель II, граф Барселони, визнав зверхність Кордовського халіфа. У 989 році вдерся до Кастилії, сплюндрувавши значну територію, але не зміг захопити місто Гормас. Тоді ж проти нього змовився син Абдаллах разом з Абд аль-Рахман ібн Мухаммадом, валі Сарагоси, і Абдуллахом ібн Абд аль-Азізом аль-Марвані, каді Толедо. Але вони зазнали невдачі, тому Абдаллах втік до Гарсії I, графа Кастилії. У 990 році змусив кастильського графа віддати повсталого сина, якого незабаром стратив. Водночас у 989, 991 і 992 роках війська аль-Мансура сплюндрували володіння Наварри.
У 991 році втрутився у боротьбу в Кастилії за владу, змусивши Гарсію I розділити землі із своїм сином Санчо I. У 993 році уклав новий договір з Наваррою, змусивши ту підтвердити зверхність халіфату та збільшено данину. У 994 році аль-Мансур відібрав у Кастилії міста Клун'я та Сан-Естебан-де-Гормас. У 995 році у битві при Торревіценте завдав нової поразки кастильцям. У 996 році придушив намагання Гарсії II Наваррського позбутися залежності.
Водночас аль-Малік став планувати повалення Гішама II й оголошення себе новим халіфом. Втім його правники порадили зберегти номінальну владу за династією Омеядів. Втім аль-Малік вирішив зберегти фактичну владу в халіфаті за своїм родом.
У 997 році аль-Мансур вступив у конфлікт з матір'ю халіфа Субхі. Остання запросила на допомогу Зіридів з Тунісу. Втім аль-Мансур 998 року завдав Зірі ібн Атійї рішучої поразки у битві при Сеуті. Після цього ніхто не кидав виклик владі аль-Мансура. У 997 році аль-Мансур здійснив похід проти Наварри, зруйнувавши міста Памплону і Сан-Мілан-Коголью. У 998 році знову захопив Памплону.
У 1000 році у битві при Кервера завдав нищівної поразки коаліції королівств Леоні і Наварри, графства Салданья. У 1000—1001 роках з успіхом ходив проти Барселонського графства. У 1002 році аль-Мансур виступив проти християнської коаліції з королівств Леон і Наварра, втім у битві при Каланьясорі зазнав поразки, де отримав важке поранення. Невдовзі після цього 8 серпня аль-Мансур помер (за різними версіями або від поранення, чи від подагри). Його фактичну владу в халіфаті перебрав син Абд аль-Малік аль-Музаффар.

## Економічні реформи
Завдяки збалансованій фінансовій політиці, врегульовано оподаткування ремісників, селян та торговців. Було впроваджено додатковий податок на спадщину. Разом з тим значний прибуток давала численна здобич, здобута в походах проти християнських держав: гроші з пограбованих земель, щорічна данина, захоплена велика кількість бранців.
В результаті загальні державні витрати Кордовського халіфату склали 3,5 мільйона динарів. Щомісяця аль-Мансур на зведення палаців і мечетей витрачав 200 тис. динарів, наприкінці володарювання витрати сягнули 500 тис. динарів на місяць. Незважаючи на величезні витрати після аль-Мансура залишилося у скарбниці 3 млн динарів.

## Пам'ять
На його честь у Центральній Іспанії (провінції Авіла) названо гору Альмансор.
У 1989 році вийшов на екрани єгипетський серіал «Хлопчик з Андалусії», присвячений молодим рокам аль-Мансура. У 2003 році почав виходити в Сирії телесеріал «аль-Мансур».